# مهندسی تولید و فناوری
مهندسی تولید و فناوری کتابی از سروپ کالچیان و استیون اشمید با ترجمهٔ محمدکاظم بشارتی گیوی است که در سال ۱۳۸۵ منتشر و در مراسم کتاب سال جمهوری اسلامی ایران به‌عنوان کتاب برگزیده معرفی شد.